# Муганнад Ассірі
Муганнад Ассірі (араб. مهند عسيري, нар. 14 жовтня 1986, Саудівська Аравія) — саудівський футболіст, нападник клубу «Аль-Аглі».
Виступав, зокрема, за клуби «Аль-Вахда» (Мекка) та «Аль-Шабаб», а також національну збірну Саудівської Аравії.

## Клубна кар'єра
У дорослому футболі дебютував 2006 року виступами за команду клубу «Аль-Вахда» (Мекка), в якій провів сім сезонів, взявши участь у 49 матчах чемпіонату. У складі «Аль-Вахди» був одним з головних бомбардирів команди, маючи середню результативність на рівні 0,55 голу за гру першості. У сезоні 2010/11 Муганнад з 14 голами увійшов до списку кращих бомбардирів Про-ліги, що не допомогло «Аль-Вахді» зберегти місце в лізі. Наступний рік він разом з командою відіграв у Першому дивізіоні.
На початку 2013 року перейшов в столичний «Аль-Шабаб», з яким у другому сезоні став переможцем Саудівського кубка чемпіонів, після чого відразу влітку 2014 року перейшов у «Аль-Аглі» з Джидди, з яким виграв низку національних трофеїв.

## Виступи за збірну
21 травня 2010 року дебютував у складі збірної Саудівської Аравії у товариському матчі в Австрії проти команди ДР Конго, вийшовши на заміну в середині другого тайму. 9 жовтня того ж року він забив свій перший гол за національну команду, відкривши рахунок з пенальті в домашньому товариському матчі проти збірної Узбекистану. Через 15 хвилин після цього Ассирі оформив дубль. В наступному місяці він у складі збірної взяв участь у Кубку націй Перської затоки, де відзначився одним забитим м'ячем, а саудівці дійшли до фіналу. 
Наступного року Ассирі був включений до складу Саудівської Аравії на Кубку Азії 2011 року у Катарі, але на полі в рамках турніру так і не вийшов. Згодом у складі збірної був учасником чемпіонату світу 2018 року у Росії.

## Досягнення
- Чемпіон Саудівської Аравії: 2015/16
- Володар Кубку наслідного принца Саудівської Аравії: 2014/15
- Володар Саудівського кубка чемпіонів: 2014, 2016
- Володар Суперкубка Саудівської Аравії: 2016